# Juantxo Koka
Juan de la Coca Pérez, nacido el 18 de marzo de 1973 en San Sebastián (Guipúzcoa), conocido como Juantxo Koka, es un jugador español de pelota vasca a mano. Juega en la posición de delantero, para la empresa Garfe 11.

## Carrera profesional
Natural del barrio donostiarra de Alza. Debutó como profesional en el año 1993 en el Frontón Astelena de Éibar, cuando contaba con 19 años de edad. 
Lleva una dilatada carrera profesional de quince años en el mundo de la pelota vasca. En 1997 obtuvo el título del Manomanista de Segunda. Al año siguiente, en 1998 fue subcampeón del Campeonato de Mano de Segunda. Desde entonces pasó a formar parte del cuadro de pelotaris de Primera Categoría, aunque solo se ha adjudicado un gran título, que puede considerarse el punto álgido de su carrera, el Campeonato de mano parejas en el año 2003, haciendo pareja con el zaguero navarro Rubén Beloki.

## Palmarés
Como aficionado:
- Subcampeón Torneo Diario Vasco 1991
- Subcampeón Torneo 4 1/2 de Elgueta 1991.

Como profesional:
- Campeón Manomanista de Segunda 1997
- Subcampeón Campeonato Parejas de Segunda 1998.
- Campeón de Mano parejas 2003.

## Final de Mano Parejas
| Año  | Campeones     | Subcampeones          | Tanteo | Frontón   |
| ---- | ------------- | --------------------- | ------ | --------- |
| 2003 | Koka - Beloki | Olaizola II - Pascual | 22-15  | Atano III |

## Final del manomanista de 2ª Categoría
| Año  | Campeón | Subcampeón | Tanteo | Frontón   |
| ---- | ------- | ---------- | ------ | --------- |
| 1997 | Koka    | Goñi II    | 22-20  | Atano III |

- Datos: Q6743148